# Weiherhäusl (Teunz)

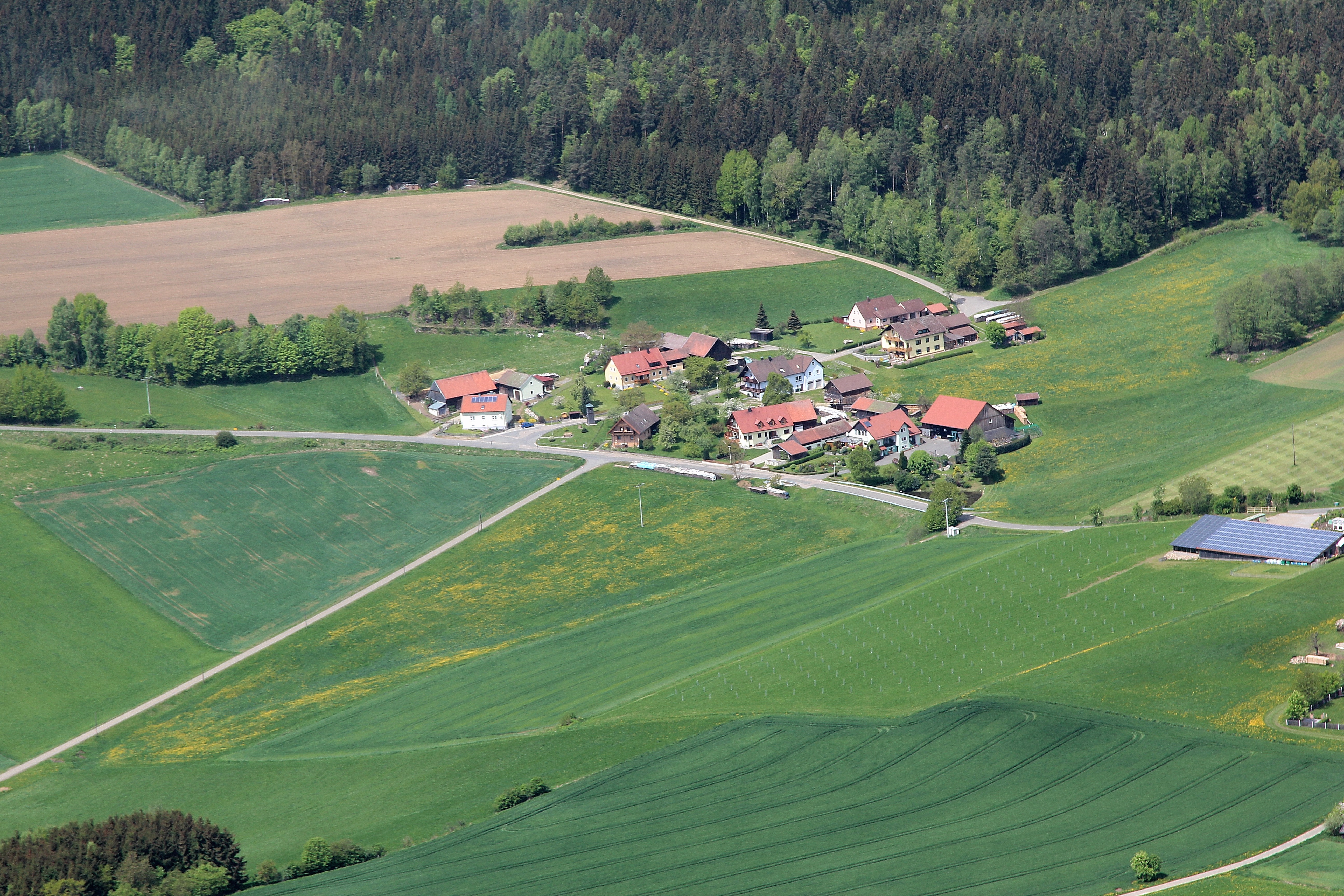
Weiherhäusl (2015)

Weiherhäusl ist ein Ortsteil der Gemeinde Teunz im Oberpfälzer Landkreis Schwandorf (Bayern).

## Geographische Lage
Weiherhäusl liegt ungefähr vier Kilometer nördlich von Teunz am Osthang des 700 Meter hohen Öder Berges.
Am südlichen Rand von Weiherhäusl entspringen einige Quellen, die etwa einen Kilometer weiter südlich bei Miesmühle den Miesbach bilden.

## Geschichte
Zum Stichtag 23. März 1913 (Osterfest) war Weiherhäusl Teil der Pfarrei Teunz und hatte 10 Häuser und 40 Einwohner.
Zeinried bildete 1969 zusammen mit Miesmühle, Neumühle, Ödmiesbach, Pilchau, Schnegelmühle, Schömersdorf und Weiherhäusl
die Gemeinde Zeinried mit insgesamt 307 Einwohnern und 985 ha Fläche.
Am 31. Dezember 1990 hatte Weiherhäusl 22 Einwohner und gehörte zur Pfarrei Teunz.

## Bildergalerie

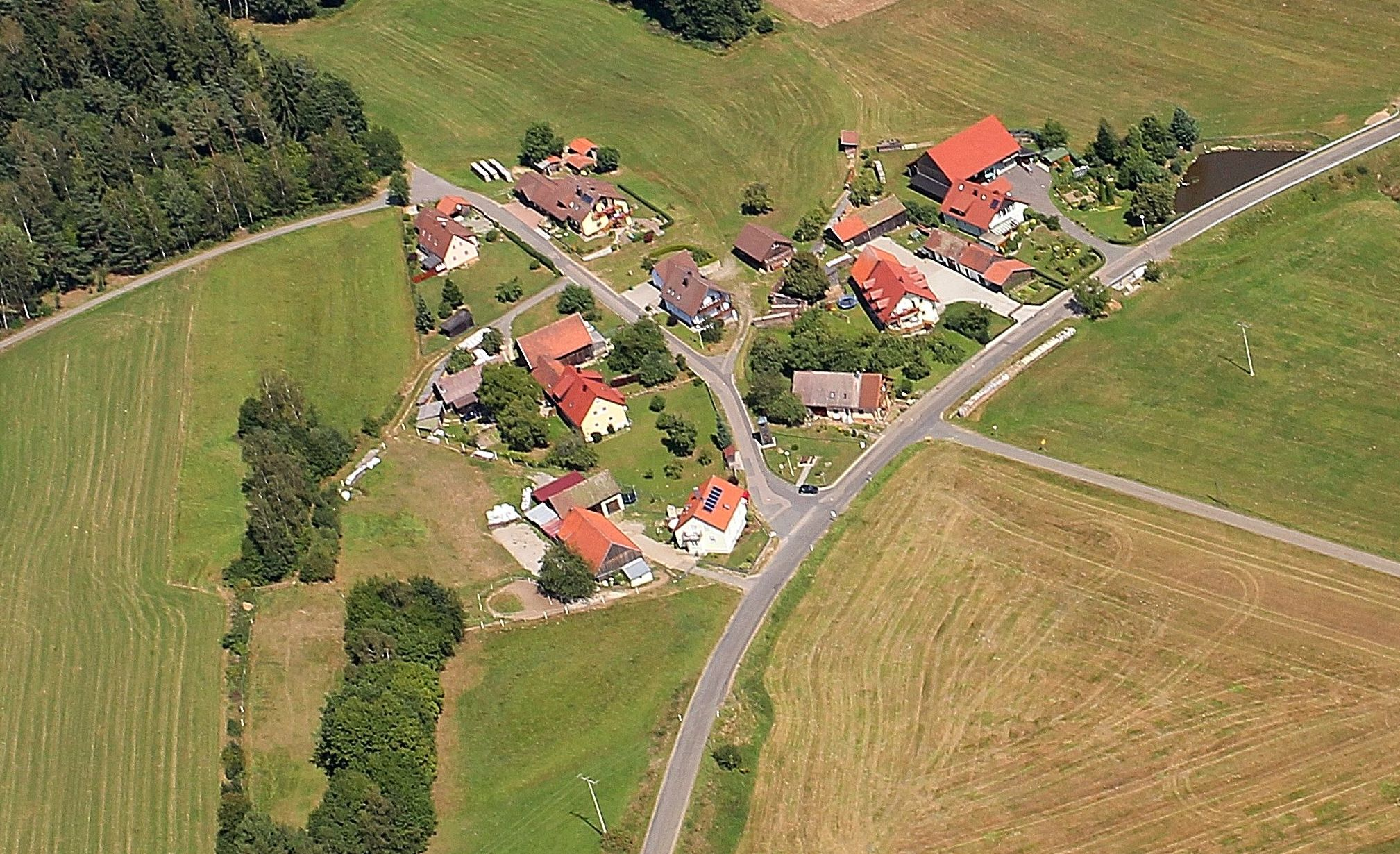
Weiherhäusl (2012)
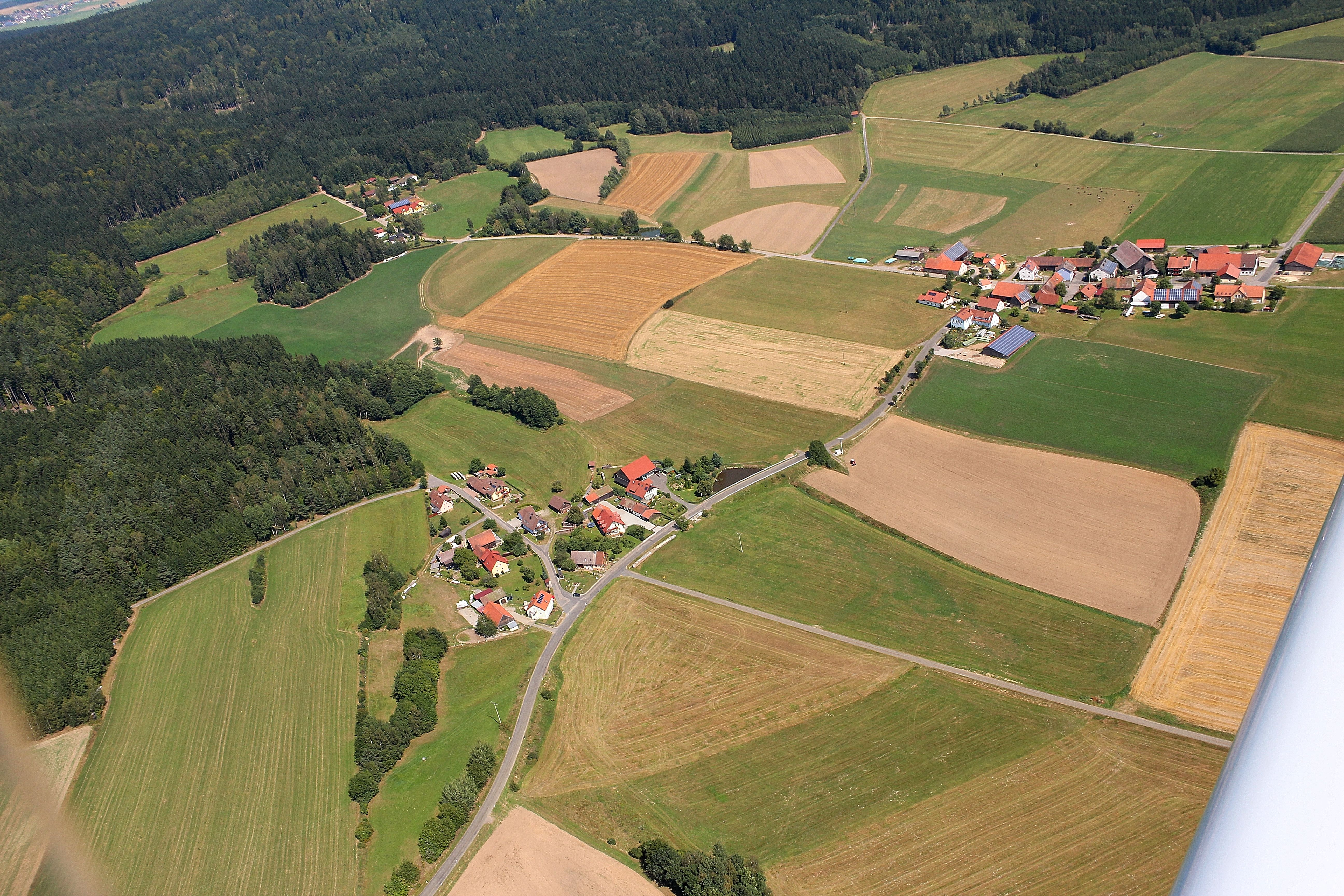
Weiherhäusl, Gutenfürst (2012)
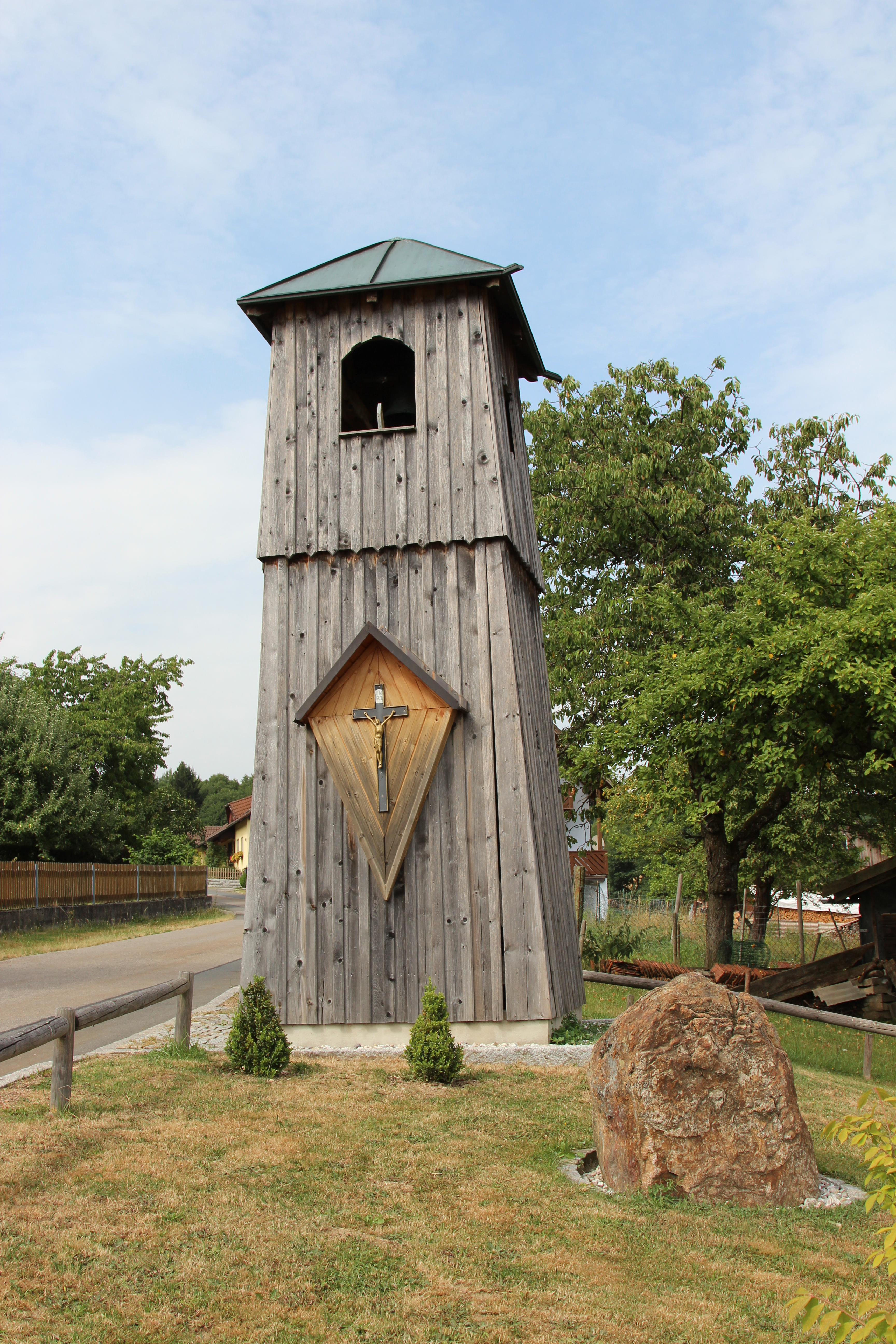
Glockenturm (2013)